# MCA Airlines Sweden
MCA Airlines Sweden (före detta Air Express) var ett svenskt flygbolag, helägt av MCA Airlines men som förklarades bankrutt den 11 november 2009. Tidigare ägdes bolaget av Salénia. I bolagets flotta ingick bland annat Fokker 100 och Saab 2000 och har flugit dels charterflyg, dels  linjetrafik på uppdrag av andra flygbolag. 2009 bedrev bolaget linjetrafik på uppdrag av Airbaltic och Blue1 och har flugit till flera destinationer i Irak, Cypern och Beirut. Tidigare har bolaget bedrivit trafik på uppdrag av Skyways och SAS. Den 11 november 2009 återkallade transportstyrelsen flygbolaget MCA Airlines Sweden AB:s operativa licens. Bakgrunden till detta var bolagets ekonomiska situation. Samma dag sökte bolaget konkurs hos Attunda tingsrätt.

## Flotta
| Typ         | Antal | Passagerare | Noteringar |
| ----------- | ----- | ----------- | ---------- |
| Airbus A320 | 1     | 180         |            |
| Fokker 100  | 1     | 100         |            |
| Saab 2000   | 2     | 50          |            |